# Tortel
Tortel, é uma comuna do Chile, localizada na Província de Capitán Prat, Região de Aisén. A capital da comuna é Caleta Tortel.

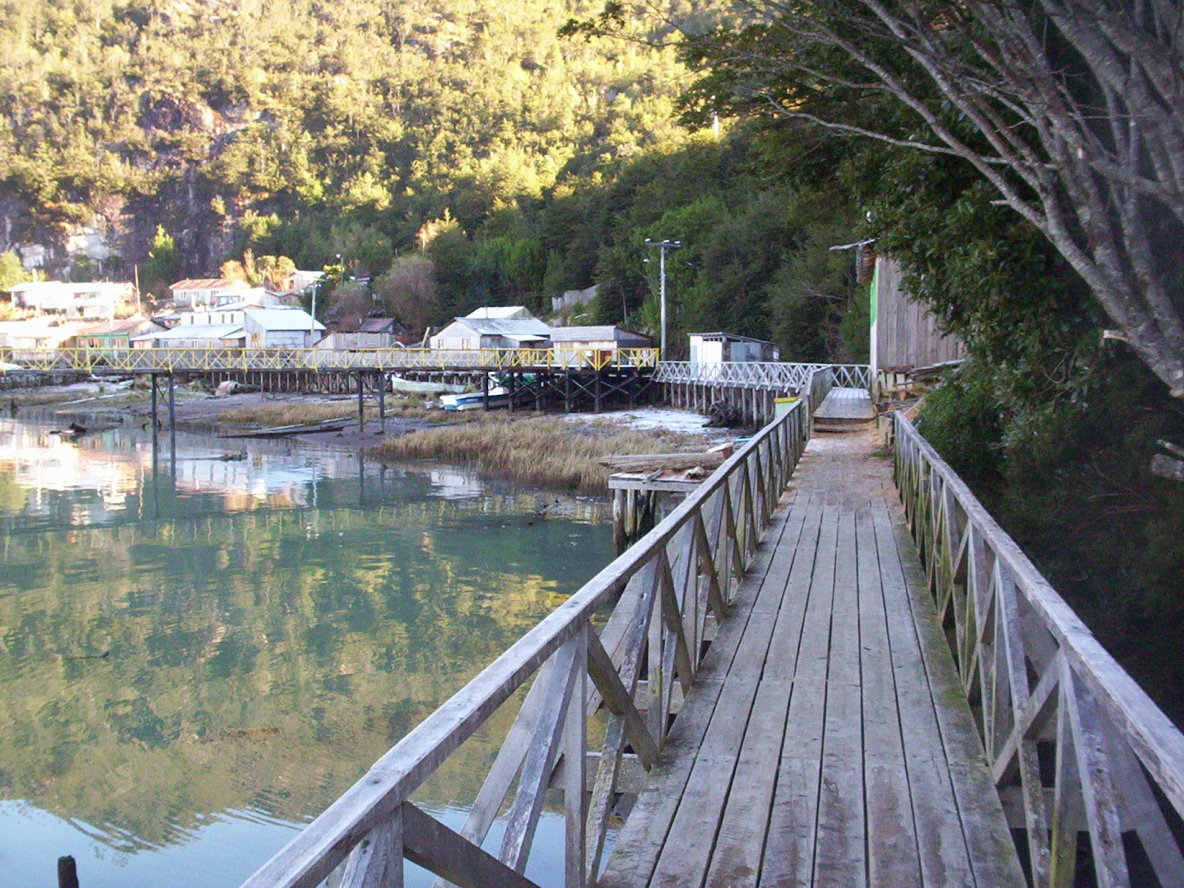
Passarela em Tortel

A comuna limita-se: a norte com Aisén; a oeste com o Oceano Pacífico; a leste com Cochrane e O'Higgins; e a sul com Natales.
Integra junto com as comunas de Coihaique, Lago Verde, Aisén, Cisnes, Guaitecas, Río Ibáñez, O'Higgins, Chile Chico e Cochrane o Distrito Eleitoral N° 59 e pertence à 18ª Circunscrição Senatorial (Aisén).

## Etimologia
"Tortel" provêm do nome da caleta homónima: de Juan José Tortel Maschet, marinheiro francês.

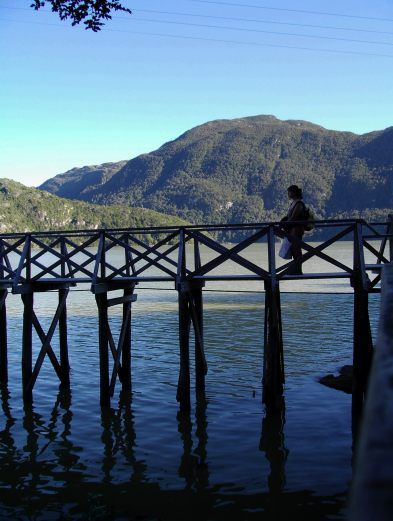